# Lato umarłych snów
Lato umarłych snów (niem. Sommer der toten Träume) – książka autorstwa Harry'ego Thürka wydana po raz pierwszy w 1993 przez wydawnictwo Mitteldeutscher Verlag. Jest to powieść autobiograficzna z elementami fantazji.
Po raz pierwszy w polskim tłumaczeniu książka została wydana w 2015 przez Starostwo Powiatowe powiatu prudnickiego. Autorem tłumaczenia jest pracownik Muzeum Ziemi Prudnickiej Marcin Domino. Wcześniej, bo już w 2002, fragmenty książki przetłumaczone przez Annę Myszyńską można było znaleźć w niektórych wydaniach Tygodnika Prudnickiego. Istnieje również przekład powieści na język czeski, którego autorką jest Miroslava Mamulová, rosyjski, chiński, słowacki, węgierski, litewski, wietnamski, hiszpański i fiński.
Planowana jest ekranizacja książki. Jej reżyserką ma zostać Małgorzata Jurczak. Pomysł został tymczasowo wstrzymany ze względu na brak pieniędzy.
Choć bohaterowie są fikcyjni, ich przeżycia oparte są na prawdziwych doświadczeniach autora.

## Opis fabuły
Książka opowiada o losach trzech Niemców – Oswalda Hirschke, Jakoba Latta i Schliebitza i Cyganki Aliny. Akcja dzieje się latem 1945 roku w Prudniku, krótko po zakończeniu II wojny światowej. Bohaterowie mieszkają w getcie na ulicy Chrobrego i Królowej Jadwigi, które zostało utworzone przez Armię Czerwoną w kwietniu 1945 po zakończeniu bitwy o Prudnik. Są oni wykorzystywani do wykonywania pracy przez Polaków przybyłych do Prudnika po wojnie i rosyjskich żołnierzy. Próbują wydostać się z miasta na teren Niemieckiej Republiki Demokratycznej.